# Сезон ФК «Сталь» (Дніпропетровськ) 1936 (осінь)
Сезон ФК «Сталь» (Дніпропетровськ) 1936 (осінь) — сезон футбольного клубу «Дніпро» у Другій нижчий лізі СРСР. 

## Група «Г»
| Місце | Клуб                             | Суперники | Суперники | І | В | Н | П | М     | О  |
| Місце | Клуб                             | удома     | у гостях  | І | В | Н | П | М     | О  |
| ----- | -------------------------------- | --------- | --------- | - | - | - | - | ----- | -- |
| 1.    | Тракторний завод (Харків)        | 3:4       |           | 5 | 3 | 1 | 1 | 9-6   | 12 |
| 2.    | «Сталь» (Дніпропетровськ)        |           |           | 5 | 2 | 1 | 2 | 13-10 | 10 |
| 3.    | «Локомотив» (Київ)               | 2:4       |           | 5 | 1 | 3 | 1 | 7-6   | 10 |
| 4.    | «Динамо» (Горький)               | 3:0       |           | 5 | 2 | 1 | 2 | 5-6   | 10 |
| 5.    | «Трактор» (Волгоград)            |           | 3:0       | 5 | 2 | 1 | 2 | 5-9   | 10 |
| 6.    | Завод ім. Фрунзе (Костянтинівка) |           | 2:2       | 5 | 1 | 1 | 3 | 3-5   | 7  |

## Кубок СРСР з футболу
| Раунд       | Команда                              | Рахунок |
| ----------- | ------------------------------------ | ------- |
| 1/64 фіналу | Електромашинобудівний завод (Харків) | 0:5     |